# Leopold Krenn
Leopold Krenn (* 6. Dezember 1850 in Wien, Kaiserthum Österreich; † 3. Oktober 1930 in Wien) war ein österreichischer Schriftsteller, Couplettexter, Librettist, Bühnenautor und Drehbuchautor.

## Leben und Wirken

### Am Theater
Krenn ergriff zum Broterwerb zunächst die sichere Stellung eines staatlich-österreichischen Eisenbahnbeamten, wo man ihn bei der Betriebsdirektion Wien mehrfach beförderte. Im Lauf der 1880er Jahre konnte der damalige Hobbyautor Krenn erstmals eines seiner Stücke auch an das renommierte Theater in der Josefstadt veräußern. Mit Beginn des Folgejahrzehnts begann er, teils als alleiniger Autor, teils in Zusammenarbeit mit Vinzenz Chiavacci, aber vor allem mit Karl Lindau, sehr erfolgreich eine Fülle von Volksstücken und Operetten-Libretti zu verfassen. Beide Autoren waren derart produktiv, dass viele ihrer Arbeiten unter dem Signum „Schwankfirma Krenn-Lindau“ vermarktet wurden. Vor allem die Wiener Volksbühnen führten Krenns Possen, die sehr viel Lokalkolorit beinhalteten, auf, aber auch die angesehenen Wiener Spielstätten Theater in der Josefstadt und das Raimund-Theater (mit Alexander Girardi als deren Publikumszugpferd) hatten Krenn-Lindau-Werke auf dem Spielplan. Aufgeführte Possen wie Frau Sopherl vom Naschmarkt und Operetten wie Die Landstreicher, deren Musik Carl Michael Ziehrer komponierte, erlangten Kultstatus.

### Beim Film
Als in Wien während des Ersten Weltkriegs die Kinematographie an Bedeutung gewann, wurde Leopold Krenn auch hin und wieder als Drehbuchautor verpflichtet, beginnend mit der Verfilmung seines Lustspielklassikers Die Landstreicher durch das spätere Ehepaar Jakob Fleck und Luise Kolm. In den 1920er Jahren folgten weitere humoristische Leinwandstoffe wie Zwei Vagabunden im Prater, der erste deutschsprachige Film mit dem dänischen Komikerduo Pat und Patachon und die Kleine-Leute-Geschichte Die Lamplgasse, in der der junge Hans Moser bereits eine für seine spätere Filmkarriere typische Rolle eines von seiner Frau geknechteten Wiener Kleinbürgers verkörperte. Es sollte Leopold Krenns letzte filmische Tätigkeit bleiben.

## Werkschau (kleine Auswahl)

### Possen
- Die Frau Sopherl vom Naschmarkt (mit Vinzenz Chiavacci, 1890)
- Einer von der Burgmusik (1892)
- Heißes Blut (mit Karl Lindau, 1892)
- Ein armes Mädel (1893)
- Der Nazi (1895)
- Die fesche Pepi (1897)
- Ein nasses Abenteuer (mit Chiavacci, 1904)
- D’Urwiener (1905)

### Operetten
- Wr. Kinder (1881)
- Tolle Nacht (1897)
- Die Landstreicher (1899)
- Die drei Wünsche (1901)
- Der Fremdenführer (1902)
- Die arme Lori (mit Leo Ascher, 1909)
- Die tolle Therese (mit Julius von Lúdassy, 1913)

## Filmografie (komplett)
- 1916: Die Landstreicher
- 1916: Die Tragödie auf Schloß Rottersheim
- 1923: Die Wienerstadt in Bild und Lied
- 1923: Franz Lehár, der Operettenkönig
- 1925: Zwei Vagabunden im Prater
- 1927: Der Mann ohne Beruf (Das grobe Hemd)
- 1928: Die Lamplgasse